# Сель (Оппланн)
Сель (норв. Sel i Oppland) — коммуна в губернии Оппланн в Норвегии. Административный центр коммуны — город Отта. Официальный язык коммуны — нейтральный. Население коммуны на 2007 год составляло 6005 чел. Площадь коммуны Сель — 904,7 км², код-идентификатор — 0517.

## История населения коммуны
Население коммуны за последние 60 лет.

Статистика коммуны Сель